# Misa de San Gregorio (plumaria)
La misa de San Gregorio es una pieza de arte plumario creada en la Ciudad de México en 1539 y actualmente se ubica en el museo de las Américas de la ciudad de Auch, Francia y es una de las piezas más importantes de plumaria aplicada al arte cristiano.

## Historia
El 2 de junio de 1537 el papa Paulo III promulga su bula Sublimis Deus en la que, siguiendo la senda establecida por los reyes españoles, decreta el derecho a la libertad de los indígenas de las Indias, la prohibición de someterlos a esclavitud y la conveniencia de predicar entre ellos la doctrina cristiana. En agradecimiento, los franciscanos por medio de Pedro de Gante, comisionaron a Diego de Alvarado Huanitzin el gobernador de la parcialidad San Juan Tenochtitlan la elaboración de un regalo diplomático para el pontífice, el cual consistió en una representación en arte plumario de la Misa de San Gregorio, un tema artístico de la iconografía cristiana que ilustra una antigua leyenda en la cual durante una misa oficiada por el papa Gregorio Magno, al consagrar la hostia experimentó una visión en la cual apareció el Cristo en el altar, lo cual fue interpretado como una prueba de la transubstanciación. 
La pieza fue realizada por un grupo de amantecas del taller de artes y oficios del colegio de San José de los naturales, el cual fue fundado por Pedro de Gante, en este taller el religioso de origen Italiano fray Daniel, enseñó a los alumnos del taller el bordado y trabajo con plumas, aprovechando la habilidad que ya tenían los artistas indígenas en esa disciplina. La elaboración del cuadro fue supervisada por Pedro de Gante y el gobernador Huanitzin. Debido al parecido de la pieza con el grabado de la misa de San Gregorio elaborado por Israhel van Meckenem el joven a finales del siglo XV, se ha sugerido que una reproducción del grabado traída a la nueva España pudo ser usada como modelo.